# Mato Grosso (flygplats)
Mato Grosso är en flygplats i Brasilien.   Den ligger i kommunen Vila Bela da Santíssima Trindade och delstaten Mato Grosso, i den centrala delen av landet, 1 300 km väster om huvudstaden Brasília. Mato Grosso ligger 272 meter över havet.
Terrängen runt Mato Grosso är kuperad åt nordväst, men åt sydost är den platt. Trakten runt Mato Grosso är nära nog obefolkad, med mindre än två invånare per kvadratkilometer..
Omgivningarna runt Mato Grosso är huvudsakligen savann.